# Simón Contreras
Simón Alberto Contreras Valenzuela (Peñalolén, 29 de marzo de 2002) es un futbolista chileno que juega como extremo en Deportes Santa Cruz de la Primera B de Chile.

## Trayectoria

### Universidad de Chile
Simón se unió a Universidad de Chile a los 12 años, mediante una prueba masiva que se realizó.
Su primer partido como profesional fue el 11 de octubre de 2020 al mando de Hernán Caputto, entró como reemplazante al minuto 95 por Joaquín Larrivey, en la victoria de Universidad de Chile 3-0 contra Club de Deportes La Serena. El día 11 de enero de 2021 firmó su primer contrato profesional que lo vincularía con Universidad de Chile por 3 años. Su primer gol como profesional fue el 24 de enero de 2021, en el empate 2-2 entre Universidad de Chile contra Deportes Iquique, al minuto 29 y que sería el primer gol del partido.
Empezando la temporada 2021, Contreras era titular en el equipo de Rafael Dudamel y estaba llamado a ser uno de los juveniles protagonistas en esta nueva temporada de la Universidad de Chile, sin embargo, el jugador fue perdiendo protagonismo a medida que transcurría el campeonato hasta el punto de ni siquiera ser nominado. Después de la llegada de Esteban Valencia a la banca azul, esta falta de minutos y protagonismo se incrementó aún más, teniendo una racha de 11 partidos sin ingresar a un partido del Campeonato Nacional. Luego de terminar esa temporada, donde Universidad de Chile estuvo peleando el descenso hasta el último partido, se hicieron grandes cambios en el primer equipo y más de 10 jugadores tuvieron que dejar el club. Durante ese periodo se hablaba de una salida a préstamo de Simón Contreras, sin embargo, el nuevo técnico Santiago Escobar le ha dado nuevos roles en el campo, probándolo de lateral, carrilero y extremo.
El 8 de julio de 2022, fue anunciado como nuevo jugador de Universidad de Concepción, siendo cedido hasta fin de la temporada 2022.

## Estadísticas

### Clubes
| Club                              | Div           | Temporada     | Liga  | Liga  | Copas nacionales | Copas nacionales | Torneos internacionales | Torneos internacionales | Total | Total |
| Club                              | Div           | Temporada     | Part. | Goles | Part.            | Goles            | Part.                   | Goles                   | Part. | Goles |
| --------------------------------- | ------------- | ------------- | ----- | ----- | ---------------- | ---------------- | ----------------------- | ----------------------- | ----- | ----- |
| Universidad de Chile · Chile      | 1.ª           | 2020          | 14    | 1     | —                | —                | —                       | —                       | 14    | 1     |
| Universidad de Chile · Chile      | 1.ª           | 2021          | 11    | 0     | 3                | 0                | 2                       | 0                       | 16    | 0     |
| Universidad de Chile · Chile      | 1.ª           | 2022          | 4     | 0     | —                | —                | —                       | —                       | 4     | 0     |
| Universidad de Chile · Chile      | Total club    | Total club    | 29    | 1     | 3                | 0                | 2                       | 0                       | 34    | 1     |
| Universidad de Concepción · Chile | 2.ª           | 2022          | 14    | 0     | 2                | 0                | —                       | —                       | 16    | 0     |
| Universidad de Concepción · Chile | Total club    | Total club    | 14    | 0     | 2                | 0                | 0                       | 0                       | 16    | 0     |
| Magallanes · Chile                | 1.ª           | 2023          | 22    | 1     | 8                | 0                | 8                       | 1                       | 38    | 2     |
| Magallanes · Chile                | Total club    | Total club    | 22    | 1     | 8                | 0                | 8                       | 1                       | 38    | 2     |
| O'Higgins · Chile                 | 1.ª           | 2024          | 2     | 1     | 0                | 0                | —                       | —                       | 2     | 1     |
| O'Higgins · Chile                 | Total club    | Total club    | 2     | 1     | 0                | 0                | 0                       | 0                       | 2     | 1     |
| Total carrera                     | Total carrera | Total carrera | 67    | 3     | 13               | 0                | 10                      | 1                       | 90    | 4     |
| 1. 2. 3.                          |               |               |       |       |                  |                  |                         |                         |       |       |